# Speciella svenska motions- och tävlingsevenemang
Speciella svenska motions- och tävlingsevenemang sammanfattar ett flertal olika uppmärksammade motions- eller tävlingsevenemang, som har ägt rum på olika tider och platser runtom i Sverige genom åren och ofta är av engångskaraktär i samband med något speciellt jubileum, någon större händelse eller invigning av ett nytt trafiksystem, en anläggning eller dylikt.

## Tunnelloppet Södra länken
Tunnelloppet var ett löpnings- och inlineslopp som ägde rum i södra Stockholm 17 oktober 2004, veckoslutet före att Sveriges längsta vägtunnel,  Södra länken i Stockholm invigdes 24 oktober. Evenemanget var en del av invigningsfestligheterna för det nya trafiksystemet och arrangerades av Hammarby IF Friidrott och skridskoklubben Södermalms IK. Loppet gick främst nere i tunnlarna med start och mål i Globenområdet.  Loppet hade totalt cirka 20 000 deltagare fördelat på både löpare och inlineåkare och var uppdelat som dels ett 42 km marathonlopp för inlinesåkare och dels den kortare distansen 10,5 km för inlines respektive löpare.
Vinnare av löparklassen blev Erik Sjöqvist för Södertäljeklubben Enhörna IF.

## Ljusruset
Ljusruset var en löpartävling som arrangerades 14 april 2011 i samarbete mellan energibolaget Fortum, Stockholms stad och Svenska Friidrottsförbundet. Tävlingen hade sitt ursprung i önskemål från motionärer om att få tillgång till bättre elbelysta motionsspår i omkretsen kring Stockholm och arrangerades som tre parallella lopp i närförorterna Järva (för Granholmsspåret), Hässelby/Vällingby (för Grimstaspåret) och Älvsjö (för Älvsjöspåret) i samverkan med lokala friidrottsföreningar. Det lopp där flest deltagare tog sig i mål skulle vinna ett förbättrat elljusspår.
Varje närförort hade dessutom varsin "ambassadör" från Svenska friidrottslandslaget. Mustafa ”Musse” Mohamed sprang för Järva, Yannick Tregaro för Älvsjö och Susanna Kallur och Jenny Kallur för Hässelby. Loppen var ca 3 km långa och öppna för alla. Totalt deltog 7 592 löpare. Älvsjö vann loppet med 3553 deltagare knappt före Hässelby/Vällingby med 3 526 deltagare. Älvsjöspårets nya belysning invigdes i november. För att visa sin uppskattning för engagemanget i Hässelby och Järva beslutade Fortum att bidra med medel för att rusta upp även de spåren.
I november 2011 tilldelades arrangören Fortum ett europeiskt förstapris i kategorin "Green Event" i den första European Best Event Awards (EuBEA) för evenemanget.

### Ljusruset Simlångsdalen
Stockholmsevenemanget ska inte förväxlas med motionslöparevenemanget Ljusruset, som arrangeras lokalt i oktober i Simlångsdalen av Simlångsdalens IF.

## Stockholm Tunnel Run
Stockholm Tunnel Run var Europas största millopp för löpare och rullstolsåkare och ägde rum lördagen 22 november 2014 i Stockholm. I samband med färdigställandet av norra Europas största vägtunnelprojekt, Norra länken, arrangerades detta engångslopp i samverkan mellan Lidingöloppet och Trafikverket. De 42 513 deltagarna (ca 2 000 fler män än kvinnor) var fördelade på fem huvudklasser för respektive elitlöpare, motionslöpare, Charity (välgörenhetsbidrag till Stockholms Stadsmission), tävlingsrullstolar och övriga vandrare etc. Banan var 10 km lång och sträckte sig i den färdigbyggda vägtunneldelen till Norrtull och Frescati med start och mål i Värtahamnen.
Vinnare i rullstolsklassen blev Aron Andersson (30:32)
Snabbast i elitklassen blev:
- 1. Daniel Lundgren,Turebergs FK (30:19)
- 2. Napoleon Solomon, Fredrikshofs IF (30:27)
- 3. Ebba Tulu Chala, Spårvägens FK (30:30)

Snabbast i damklassen blev:
- 1. Sandra Eriksson, IK Falken (33:27)
- 2. Cecilia Norrbom, Spårvägens FK (35:51)
- 3. Charlotte Karlsson, Hässelby SK (36:08)[7]

## Stockholm Tunnel Run Citybanan
Stockholm Tunnel Run Citybanan (2017) var en uppföljning av tunnelloppet 2014, denna gång ett 7,6 kilometer långt löparlopp till största delen (6 kilometer) i en service- och evakueringstunnel parallell med den för året nya Citybanan under centrala Stockholm lördagen 25 mars 2017. Även detta engångslopp arrangerades av Lidingöloppet samt Midnattsloppet och sträckte sig från Karolinska Institutet i norr till Fatbursparken vid Medborgarplatsen i söder. Drygt 27 000 löpare/gående från 33 länder deltog och intäkterna/insamlingar på ca 680 000 kronor, kläder med mera donerades till Stockholms Stadsmission. Uppvärmningen leddes av bland andra Susanne Lanefelt och flera kulturella upplevelser kantade loppets väg. Loppet var ett rent motionslopp.